# لاري راسيل
لاري راسيل (بالإنجليزية: Larry Russell)‏ هو مؤلف موسيقى تصويرية وملحن أمريكي، ولد في 14 أكتوبر 1913 في إنديانا في الولايات المتحدة، وتوفي في 14 فبراير 1954 في لوس أنجلوس في الولايات المتحدة.

## وصلات خارجية
- لاري راسيل على موقع IMDb (الإنجليزية)
- لاري راسيل على موقع ميوزك برينز (الإنجليزية)
- لاري راسيل على موقع أول ميوزيك (الإنجليزية)
- لاري راسيل على موقع ديسكوغز (الإنجليزية)